# Zielebach
Zielebach är en ort och kommun i distriktet Emmental i kantonen Bern, Schweiz. Kommunen har 329 invånare (2023).